# Lubu, Guangdong
Lubu (kinesiska: 禄步) är en köping i sydöstra Kina. Den ligger i stadsdistriktet Gaoyao i staden Zhaoqing i provinsen Guangdong, omkring 100 kilometer väster om provinshuvudstaden Guangzhou. Antalet invånare är 63 488. Befolkningen består av 30 180 kvinnor och 33 308 män. Barn under 15 år utgör 15,0 %, vuxna 15-64 år 73 %, och äldre över 65 år 10,0 %.